# Галіон (Огайо)
Галіон (англ. Galion) — місто (англ. city) в США, в округах Кроуфорд, Морроу і Ричленд штату Огайо. Населення — 10 453 особи (2020).

## Географія
Галіон розташований за координатами 40°44′21″ пн. ш. 82°46′37″ зх. д. / 40.73917° пн. ш. 82.77694° зх. д. (40.739195, -82.776950).  За даними Бюро перепису населення США в 2010 році місто мало площу 19,75 км², з яких 19,70 км² — суходіл та 0,05 км² — водойми.

## Демографія
Згідно з переписом 2010 року, у місті мешкало 10 512 осіб у 4484 домогосподарствах у складі 2797 родин. Густота населення становила 532 особи/км².  Було 5192 помешкання (263/км²).
Расовий склад населення:
| - 97,6 % — білих - 0,5 % — чорних або афроамериканців - 0,2 % — азіатів - 0,1 % — корінних американців |

До двох чи більше рас належало 1,1 %. Частка іспаномовних становила 1,3 % від усіх жителів.
За віковим діапазоном населення розподілялося таким чином: 24,3 % — особи молодші 18 років, 58,4 % — особи у віці 18—64 років, 17,3 % — особи у віці 65 років та старші. Медіана віку мешканця становила 39,7 року. На 100 осіб жіночої статі у місті припадало 88,9 чоловіків;  на 100 жінок у віці від 18 років та старших — 86,8 чоловіків також старших 18 років.
Середній дохід на одне домашнє господарство  становив 45 824 долари США (медіана — 30 299), а середній дохід на одну сім'ю — 55 164 долари (медіана — 40 841). Медіана доходів становила 39 808 доларів для чоловіків та 30 435 доларів для жінок. За межею бідності перебувало 21,0 % осіб, у тому числі 35,5 % дітей у віці до 18 років та 7,5 % осіб у віці 65 років та старших.
Цивільне працевлаштоване населення становило 4013 особи. Основні галузі зайнятості: освіта, охорона здоров'я та соціальна допомога — 24,2 %, виробництво — 19,2 %, мистецтво, розваги та відпочинок — 11,1 %, роздрібна торгівля — 10,3 %.